# Age of Mastery
The Age of Mastery è un album in studio del gruppo musicale statunitense Jag Panzer, pubblicato nel 1998.

## Tracce
1. Iron Eagle – 5:39
2. Lustful and Free – 4:49
3. Twilight Years – 4:37
4. Sworn to Silence – 3:24
5. False Messiah – 5:12
6. The Age of Mastery – 4:30
7. Viper – 4:39
8. Displacement – 4:28
9. Chain of Command – 5:50
10. Take This Pain Away – 4:46
11. Burning Heart – 3:54
12. The Moors – 5:38